# Orchestina
Orchestina is een geslacht van spinnen uit de  familie van de Oonopidae (dwergcelspinnen).

## Soorten
- Orchestina aerumnae Brignoli, 1978
- Orchestina algerica Dalmas, 1916
- Orchestina arabica Dalmas, 1916
- Orchestina bedu Saaristo & van Harten, 2002
- Orchestina cincta Simon, 1893
- Orchestina codalmasi Wunderlich, 2008
- Orchestina dalmasi Denis, 1956
- Orchestina dentifera Simon, 1893
- Orchestina dubia O. P.-Cambridge, 1911
- Orchestina ebriola Brignoli, 1972
- Orchestina elegans Simon, 1893
- Orchestina flagella Saaristo & van Harten, 2006
- Orchestina flava Ono, 2005
- Orchestina foa Saaristo & van Harten, 2002
- Orchestina furcillata Wunderlich, 2008
- Orchestina hammamali Saaristo & van Harten, 2006
- Orchestina justini Saaristo, 2001
- Orchestina lahj Saaristo & van Harten, 2006
- Orchestina launcestoniensis Hickman, 1932
- Orchestina longipes Dalmas, 1922
- Orchestina manicata Simon, 1893
- Orchestina maureen Saaristo, 2001
- Orchestina minutissima Denis, 1937
- Orchestina mirabilis Saaristo & van Harten, 2006
- Orchestina moaba Chamberlin & Ivie, 1935
- Orchestina nadleri Chickering, 1969
- Orchestina obscura Chamberlin & Ivie, 1942
- Orchestina okitsui Oi, 1958
- Orchestina paupercula Dalmas, 1916
- Orchestina pavesii (Simon, 1873)
- Orchestina pavesiiformis Saaristo, 2007
- Orchestina pilifera Dalmas, 1916
- Orchestina saltabunda Simon, 1893
- Orchestina saltitans Banks, 1894
- Orchestina sanguinea Oi, 1955
- Orchestina sechellorum Benoit, 1979
- Orchestina sedotmikha Saaristo, 2007
- Orchestina setosa Dalmas, 1916
- Orchestina simoni Dalmas, 1916
- Orchestina sinensis Xu, 1987
- Orchestina striata Simon, 1909
- Orchestina thoracica Xu, 1987
- Orchestina tubifera Simon, 1893
- Orchestina utahana Chamberlin & Ivie, 1935
- Orchestina vainuia Marples, 1955